# Marcel Chirițescu
Marcel Chirițescu (n. 22 iunie 1941) este un fost deputat român în legislatura 1990-1992, ales în județul Prahova pe listele partidului FSN. În cadrul activității sale parlamentare, Marcel Chirițescu a fost membru în grupurile parlamentare de prietenie cu Republica Coreea, Japonia și Canada. 